# Aeropuerto Nacional de Cananea
El Aeropuerto Nacional de Cananea (IATA: CNA, OACI: MMCA) es un aeropuerto localizado en Cananea, Sonora, México. Actualmente solamente ofrece servicio de aviación general.

## Información
El aeropuerto se ubica al oriente de la ciudad, sobre la carretera Cananea-Agua Prieta. Actualmente solamente ofrece servicio de aviación general, los cuales son principalmente avionetas públicas y privadas, así como vuelos de carácter gubernamental. Cuenta con una pista de aterrizaje de 1,800 metros de largo y 28 metros de ancho con gotas de viraje en ambas cabeceras, una plataforma de aviación de 3,500 metros cuadrados (100m x 35m) y edificio terminal.

## Aeropuertos cercanos
Los aeropuertos más cercanos son:
- Aeropuerto Internacional de Nogales (73km)
- Aeropuerto Internacional General Ignacio Pesqueira García (223km)
- Aeropuerto Municipal de Nuevo Casas Grandes (233km)
- Aeropuerto Internacional de Mar de Cortés (313km)